# Ibn Zuhr
Abū Marwān ʿAbd al-Malik ibn Zuhr (in arabo أبو مروان عبد الملك بن زهر‎?; Siviglia, 1091 – Siviglia, 1161) è stato un medico e chirurgo arabo.
È noto anche come Ibn Zuhr, Ibn Zuhr al-Ishbīlī (Ibn Zuhr di Siviglia), Avenzoar, Abumeron, Abhomieron o Ibn-Zohr.

## Biografia
Istruito da suo padre, Zuhr ibn Abi Marwan Abu l-Ala, fu apprezzato per la sua dottrina e anche grazie al suo discepolo Averroè ma fu costretto al volontario esilio dall'invidia dei suoi concittadini, trovando però accoglienza e protezione presso il Sultano almoravide Yūsuf ibn Tāshfīn. Era considerato inoltre un abile chirurgo e svolgeva l'attività insegnante a al-Andalus.
Morì di un tumore che si era diagnosticato e che cercò di guarire, conducendo una puntuale analisi e un preciso resoconto dell'andamento della patologia.

## Opere
È noto soprattutto per il suo lavoro al-Taysīr fī l-mudāwāt wa l-tadbīr (Libro della semplificazione sulle terapie e la dieta) che influenzò enormemente gli studi medici.
Ha lasciato un trattato di medicina, tradotto in latino sotto il titolo Rectificatio medicationis et regiminis (Venezia, 1490; Lione, 1531) e due trattati sulle febbri, tradotti in latino a Venezia nel 1578, che contengono ancor oggi considerazioni assai giudiziose e valide.
Tra le varie altre opere figurano:
- il Kitāb al-iqtiṣād fī iṣlāḥ al-anfūs wa al-ajsād (Libro sull'andamento della riforma degli spiriti e dei corpi) in cui egli fa il bilancio delle diverse malattie, sulle differenti terapie e sull'igiene. Affronta anche il ruolo svolto dalla psicologia nei trattamenti.
- il Kitāb al-aghdhiya (Il libro delle derrate alimentari) che tratta di diversi rimedi farmacologici e dell'importanza degli alimenti, della nutrizione e dei loro effetti sulla salute.

## Rectificatio medicationis et regiminisdigitalizzato
La versione digitalizzata di Rectificatio medicationis et regiminis di Ibn Zuhr (edizione del 1490) è accessibile su Impronte digitali, la piattaforma delle collezioni digitalizzate del Sistema Bibliotecario di Ateneo dell'Università di Firenze .